# Ehrenpreis des SARP
Ehrenpreis des SARP (poln. Honorowa Nagroda SARP) ist der seit 1966 jährlich verliehene Preis des polnischen Architektenverbandes Stowarzyszenie Architektów Polskich SARP, welcher als der wichtigste Architekturpreis des Landes gilt. Der nicht dotierte Preis wird für herausragende Errungenschaften auf dem Feld der Architektur vergeben, meistens für das Lebenswerk. Die kollegiale Zusammenarbeit, pädagogische Arbeit und Popularisierung der Architektur können ebenso berücksichtigt werden. Sowohl Einzelpersonen als auch Architektenkooperationen und Architekturbüros können mit dem Preis geehrt werden.
Neben dem Ehrenpreis werden von SARP der „Jahrespreis“ für das beste im vergangenen Jahr fertiggestellte Gebäude sowie der „Zbyszek-Zawistowski-Preis“ für die beste Diplomarbeit des Jahres verliehen.

## Ehrenpreisträger des SARP
| - 1966 – Romuald Gutt - 1967 – Jan Olaf Chmielewski - 1968 – Grupa Tygrysów: Wacław Kłyszewski, Jerzy Mokrzyński, Eugeniusz Wierzbicki - 1969 – Zbigniew Ihnatowicz - 1970 – Władysław Czarnecki - 1971 – Jan Zachwatowicz - 1972 – Zbigniew Karpiński, Włodzimierz Gruszczyński - 1973 – Julian Duchowicz, Zygmunt Majerski - 1974 – Jadwiga Grabowska-Hawrylak - 1975 – Henryk Buszko, Aleksander Franta - 1976 – Jan Bogusławski - 1977 – Jerzy Hryniewiecki - 1978 – Halina Skibniewska - 1979 – Tadeusz Bogdan Zieliński - 1980 – Witold Cęckiewicz - 1981 – Bolesław Szmidt - 1982 – Hanna Adamczewska-Wejchert, Kazimierz Wejchert - 1983 – Piotr Biegański | - 1984 – Bohdan Lachert - 1985 – Tadeusz Barucki - 1986 – Tadeusz Zipser - 1987 – Małgorzata Handzelewicz-Wacławek, Zbigniew Wacławek - 1988 – Maciej Krasiński - 1989 – Maciej Gintowt - 1990 – Witold Korski - 1991 – Szczepan Baum - 1992 – Andrzej Jagodziński, Bogdan Krzyżanowski, Jerzy Szczepański - 1993 – Marek Budzyński - 1994 – Romuald Loegler - 1995 – Konrad Kucza-Kuczyński - 1996 – Stanisław Niemczyk - 1997 – Andrzej Kiciński - 1998 – Wojciech Obtułowicz - 1999 – Ryszard Jurkowski - 2000 – Stanisław Fiszer - 2001 – Edmund Małachowicz | - 2002 – JEMS Architekci: Olgierd Jagiełło, Maciej Miłobędzki, Marcin Sadowski, Jerzy Szczepanik-Dzikowski - 2003 – Stefan Kuryłowicz - 2004 – Marek Dunikowski - 2005 – Jerzy Skrzypczak - 2006 – Witold Benedek, Stanisław Niewiadomski - 2007 – Jerzy Gurawski - 2008 – Marian Fikus - 2009 – Krzysztof Ingarden, Jacek Ewý - 2010 – Bolesław Stelmach - 2011 – Dariusz Kozłowski - 2012 – Grzegorz Stiasny, Jakub Wacławek - 2013 – Michał Baryżewski, Zbigniew Reszka - 2014 – Małgorzata Pizzio-Domicz, Antoni Domicz - 2015 – Andrzej Bulanda, Włodzimierz Mucha - 2016 – Stanisław Deńko |